# Ridsport vid olympiska sommarspelen 2020
Ridsport vid olympiska sommarspelen 2020 arrangerades mellan 24 juli och 7 augusti 2021 i Equestrian Park och Sea Forest Cross-Country Course i Tokyo i Japan. Totalt sex tävlingar fanns på programmet som var oförändrat sedan OS 1964.
Tävlingarna skulle ursprungligen ha hållits mellan 25 juli och 8 augusti 2020 men de blev på grund av Covid-19-pandemin uppskjutna.

## Kvalificering
Varje gren har sina egna kvalificeringsregler, men bygger i allmänhet på Internationella ridsportförbundets ranking. 
Förändringar för OS-reglerna i hoppning, dressyr, fälttävlan röstades fram 22 november 2016 av Internationella ridsportförbundet. För samtliga grenar innebär de nya reglerna att lag endast består av tre ekipage, där alla resultaten räknas. Tidigare bestod lagen av fyra ekipage, där det sämsta ekipagets poäng räknades bort.

## Medaljsammanfattning
| Gren                                | Guld                                                         | Silver                                         | Brons                                           |
| Individuell dressyr Detaljer...     | Jessica von Bredow-Werndl Tyskland                           | Isabell Werth Tyskland                         | Charlotte Dujardin Storbritannien               |
| Lagtävling i dressyr Detaljer...    | Tyskland                                                     | USA                                            | Storbritannien                                  |
| Lagtävling i dressyr Detaljer...    | Jessica von Bredow-Werndl Dorothee Schneider Isabell Werth   | Sabine Schut-Kery Adrienne Lyle Steffen Peters | Charlotte Fry Carl Hester Charlotte Dujardin    |
| Individuell fälttävlan Detaljer...  | Julia Krajewski Tyskland                                     | Tom McEwen Storbritannien                      | Andrew Hoy Australien                           |
| Lagtävling i fälttävlan Detaljer... | Storbritannien                                               | Australien                                     | Frankrike                                       |
| Lagtävling i fälttävlan Detaljer... | Oliver Townend Laura Collett Tom McEwen                      | Andrew Hoy Shane Rose Kevin McNab              | Christopher Six Karim Laghouag Nicolas Touzaint |
| Individuell hoppning Detaljer...    | Ben Maher Storbritannien                                     | Peder Fredricson Sverige                       | Maikel van der Vleuten Nederländerna            |
| Lagtävling i hoppning Detaljer...   | Sverige                                                      | USA                                            | Belgien                                         |
| Lagtävling i hoppning Detaljer...   | Henrik von Eckermann Malin Baryard-Johnsson Peder Fredricson | Laura Kraut Jessica Springsteen McLain Ward    | Pieter Devos Jerome Guery Gregory Wathelet      |

Denna tabell: visa • redigera

## Medaljtabell
| Pl.    | Nation         | Guld | Silver | Brons | Totalt |
| ------ | -------------- | ---- | ------ | ----- | ------ |
| 1      | Tyskland       | 3    | 1      | 0     | 4      |
| 2      | Storbritannien | 2    | 1      | 2     | 5      |
| 3      | Sverige        | 1    | 1      | 0     | 2      |
| 4      | USA            | 0    | 2      | 0     | 2      |
| 5      | Australien     | 0    | 1      | 1     | 2      |
| 6      | Belgien        | 0    | 0      | 1     | 1      |
| 6      | Frankrike      | 0    | 0      | 1     | 1      |
| 6      | Nederländerna  | 0    | 0      | 1     | 1      |
| Totalt | Totalt         | 6    | 6      | 6     | 18     |

### Fotnoter
1. ↑  (16 juni 2021). Equestrian Competition Schedule. Arkiverad 1 juli 2021 hämtat från the Wayback Machine. olympics.com. Läst 21 juni 2021.
2. ↑  Equestrian. tokyo2020.org. Läst 8 oktober 2019.
3. ↑  (Program från 31 juli 2019). Olympic Competition Schedule. tokyo2020.org. Läst 7 oktober 2019.
4. ↑  (30 mars 2020). IOC, IPC, Tokyo 2020 Organising Committee and Tokyo Metropolitan Government announce new dates for the Olympic and Paralympic Games Tokyo 2020. IOK. Läst 21 juni 2021.
5. ↑  ”Nytt format för OS-grenarna - ridsport.se.”. Arkiverad från originalet den 23 november 2016. https://web.archive.org/web/20161123203322/http://www.ridsport.se/Tavling/Nyheter/2016/11/NyttformatforOS-grenarna/. Läst 23 november 2016.
6. ↑  (28 juli 2021). Equestrian – Dressage Individual – Grand Prix Freestyle - Individual Final. olympics.com. Läst 28 juli 2021.
7. ↑  (27 juli 2021). Equestrian – Dressage Team – Grand Prix Special - Team Final. olympics.com. Läst 27 juli 2021.
8. ↑  (2 augusti 2021). Equestrian – Eventing Individual. olympics.com. Läst 2 augusti 2021.
9. ↑  (2 augusti 2021). Equestrian – Eventing Team. olympics.com. Läst 2 augusti 2021.
10. ↑  (4 augusti 2021). Equestrian – Jumping Individual. olympics.com. Läst 4 augusti 2021.
11. ↑  ”Medallists”. 7 augusti 2021. https://olympics.com/tokyo-2020/olympic-games/resOG2020-/pdf/OG2020-/EQU/OG2020-_EQU_C92B_EQUOJUMPTEAM----------------------.pdf. Läst 7 augusti 2021.